# Grotta Rossa Est
Grotta Rossa Est è la zona urbanistica 20F del Municipio Roma XV di Roma Capitale. Si estende sulla zona Z. LVI Grottarossa.

## Geografia fisica

### Territorio
La zona confina:
- a nord con la zona urbanistica 20M Labaro
- a est con la zona urbanistica 4L Aeroporto dell'Urbe
- a sud con le zone urbanistiche 2E Trieste e 2Y Villa Ada
- a ovest con la zona urbanistica 20E Grotta Rossa Ovest